# Eburia cubae
Eburia cubae är en skalbaggsart som beskrevs av Fisher 1932. Eburia cubae ingår i släktet Eburia och familjen långhorningar.
Artens utbredningsområde är:
- Kuba.
- Guatemala.

Inga underarter finns listade i Catalogue of Life.